# Bagno a Ripoli
Bagno a Ripoli là một đô thị ở tỉnh Firenze trong vùng Toscana, tọa lạc khoảng 7 km về phía đông nam của Florence. Vào 31 tháng 12 2007, đô thị này có dân số 25.767 người và diện tích là 74,1 km².
Bagno a Ripoli giáp các đô thị sau: Fiesole, Florence, Greve in Chianti, Impruneta, Pontassieve, Rignano sull'Arno.